# Landschaftsschutzgebiet Stiekelkamper Wald und Umgebung
Das Landschaftsschutzgebiet Stiekelkamper Wald und Umgebung ist ein Landschaftsschutzgebiet auf dem Gebiet des Landkreises Leer im Nordwesten des Bundeslandes Niedersachsen. Es trägt die Nummer LSG LER 00015. Als untere Naturschutzbehörde ist der Landkreis Leer für das Gebiet zuständig.

## Beschreibung des Gebiets
Das am 8. August 1969 ausgewiesene Landschaftsschutzgebiet umfasst eine Fläche von 1,74 Quadratkilometern auf Teilbereichen der Gemeinden Hesel und Holtland in der Samtgemeinde Hesel in Ostfriesland. Das Landschaftsschutzgebiet liegt etwa vier Kilometer entfernt nördlich von Hesel nahe der Bagbander Aa.
Es wurde erstmals 1522 als „den Stykelkamp“ erwähnt, was wohl Distelfeld bedeutet.
Eingebettet in das Landschaftsschutzgebiet ist das ehemalige Gut Stikelkamp mit seinem 59 Hektar großen Wald. Er ist durch Buchen- und Lindenalleen geprägt. Zum Gut gehört auch ein um 1800 innerhalb der inneren Gracht als Landschaftsgarten angelegter Park. Dort gibt es einen vor etwa 180 Jahren gepflanzten Tulpenbaum sowie Akazien, Zypressen, Zedern, Lebensbäume, eine Roteiche und die japanische Schirmtanne als seltene Baumarten. Der 1828 in der Nähe des Gutshofes angelegte Waldfriedhof ist Ruheplatz für die Familie Lantzius-Beninga, die das Gut bis in das 20. Jahrhundert bewirtschaftete und im 19. Jahrhundert zum Ausgangspunkt der systematischen Forstkultur in Ostfriesland machte.

## Schutzzweck
Wesentlicher Schutzzweck sind die Bewahrung des Gebietes vor Veränderungen, „die geeignet sind, die Natur zu schädigen, den Naturgenuss zu beeinträchtigen oder das Landschaftsbild zu verunstalten.“